# Robinetinidol
Robinetinidol é um flavanol, um tipo de flavonoide.
Prorobinetinidinas, oligômeros flavanols contendo robinetinidol, podem ser encontrados em Stryphnodendron adstringens.